# Улица Алексе Ненадовића (Београд)
| Улица · Алексе Ненадовића  | Улица · Алексе Ненадовића                  |
| -------------------------- | ------------------------------------------ |
|                            |                                            |
| Општина                    | Врачар                                     |
| Почетак                    | Макензијеве (хотел Славија)                |
| Крај                       | Крунска улица (наставак улице Браће Недић) |
| Дужина                     | 400 m                                      |
| Ширина                     | 10 m                                       |
| Створена                   | пре 1886.                                  |
| Названа                    | 1930.                                      |
| Стари називи               | Даничићева ул.                             |
|                            |                                            |
|                            |                                            |
| Табла са историјатом улице |                                            |

Улица Алексе Ненадовића је улица на Врачару, у Београду. Простире се од Макензијеве 17, па до Крунске улице (наставак улице Браће Недић). Улица је дугачка 400 метара.

## Име улице
Улица је добила назив по Алекси Ненадовићу који је био кнез ваљевске Тамнаве и Посавине. Учествује као поручник добровољачком одреду у Аусријско-турском рату 1787-1791. године када заузима Ваљево и Чачак. 
Поново стаје на чело ваљевске војске када јаничари нападају Београд 1797-1798. године, па заједно са Илијом Бирчанином и Милованом Грбовићем одбацује јаничаре до Смедерева. Учествује у припремама за подизање Првог српског устанка против Турака, све док није, међу првима, погубљен у чувеној сечи кнезова на Колубарском мосту 4. фебруара 1804. године.
Његови синови су прота Матеја Ненадовић и Сима Ненадовић, а брат Јаков Ненадовић.
Име је добила 1930. године.
Ова улица је током историје мењала име:
- Даничићева (1886-1930)
- Помињу се и називи: Костина (1885) и Љубљана (1909)

## Суседне улице
Улица пролази између улица Проте Матеје и Смиљанићеве, а сече Његошеву и Крунску улицу где се наставља улица Браће Недић.

## Галерија
- Табла у улици Алексе Ненадовића у Београду
- Табла у улици Алексе Ненадовића са историјатом
- Улица Алексе Ненадовића